# گرگوآر د سن-ویسنت
گرگوآر د سن-ویسنت (انگلیسی: Grégoire de Saint-Vincent;‏ ۸ سپتامبر ۱۵۸۴ – ۲۷ ژانویهٔ ۱۶۶۷) ریاضی‌دان، کشیش، و استاد یسوعی اهل خنت بود. او برای مساعی‌اش در محاسبهٔ مساحت زیر هذلولی شناخته می‌شود.
گفته می‌شود او «واضح‌ترین توضیح سری هندسی» را ارائه داده‌است. او پارادوکس‌های زنون را با نشان دادن اینکه بازه‌های زمانی مربوط ایجاد یک تصاعد هندسی می‌کنند و در نتیجه حاصل‌جمعی منتهی دارند حل کرد.: 136 